# Brachythemis wilsoni
Brachythemis wilsoni е вид водно конче от семейство Libellulidae. Видът не е застрашен от изчезване.

## Разпространение
Разпространен е в Ботсвана, Буркина Фасо, Демократична република Конго, Кот д'Ивоар, Нигерия, Того, Уганда и Южен Судан.